# Pierre Puvis de Chavannes
Pierre Puvis de Chavannes, egentligen Pierre-Cécile Puvis de Chavannes, född 14 december 1824 i Lyon, Frankrike, död 24 oktober 1898 i Paris, var en fransk målare inom symbolismen.

## Biografi
Pierre Puvis de Chavannes var son till en bergsingenjör tillhörande en gammal adlig familj. Pierre Puvis studerade i Lyon College och sedan vid Lycée Henri IV i Paris, och var tänkt att följa faderns yrke. En resa till Italien öppnade dock hans sinne för nya idéer och när han återvände till Paris år 1844 hade han bestämt sig för att bli konstnär. Han gick i lära hos Eugène Delacroix, Henri Scheffer och sedan under Thomas Couture. Det var inte förrän flera år senare när regeringen i Frankrike köpte ett av hans verk som han fick ett bredare erkännande.
I Montmartre hade han en affär med en av sina modeller, Suzanne Valadon. Även hon blev senare en erkänd konstnär.

## Verk
Puvis de Chavannes arbetade ofta på enorma dukar som sedan fästes på väggen för att efterlikna muralmålningar. Han attackerades hårt av samtida kritiker men stöttades av sina vänner och beundrare poeterna Baudelaire och Gautier och många konstnärer.
Fastän Puvis de Chavannes var samtida med impressionisterna, gick han sin egen väg och baserade sin stil på tidiga italienska fresker, Poussin, Ingres och Chassériau. Han ingöt nytt liv i 1800-talets muralmåleri, och hans ytmässiga, dekorativa stil spelade en stor roll i utvecklingen av Gauguins och nabisgruppens stilar.

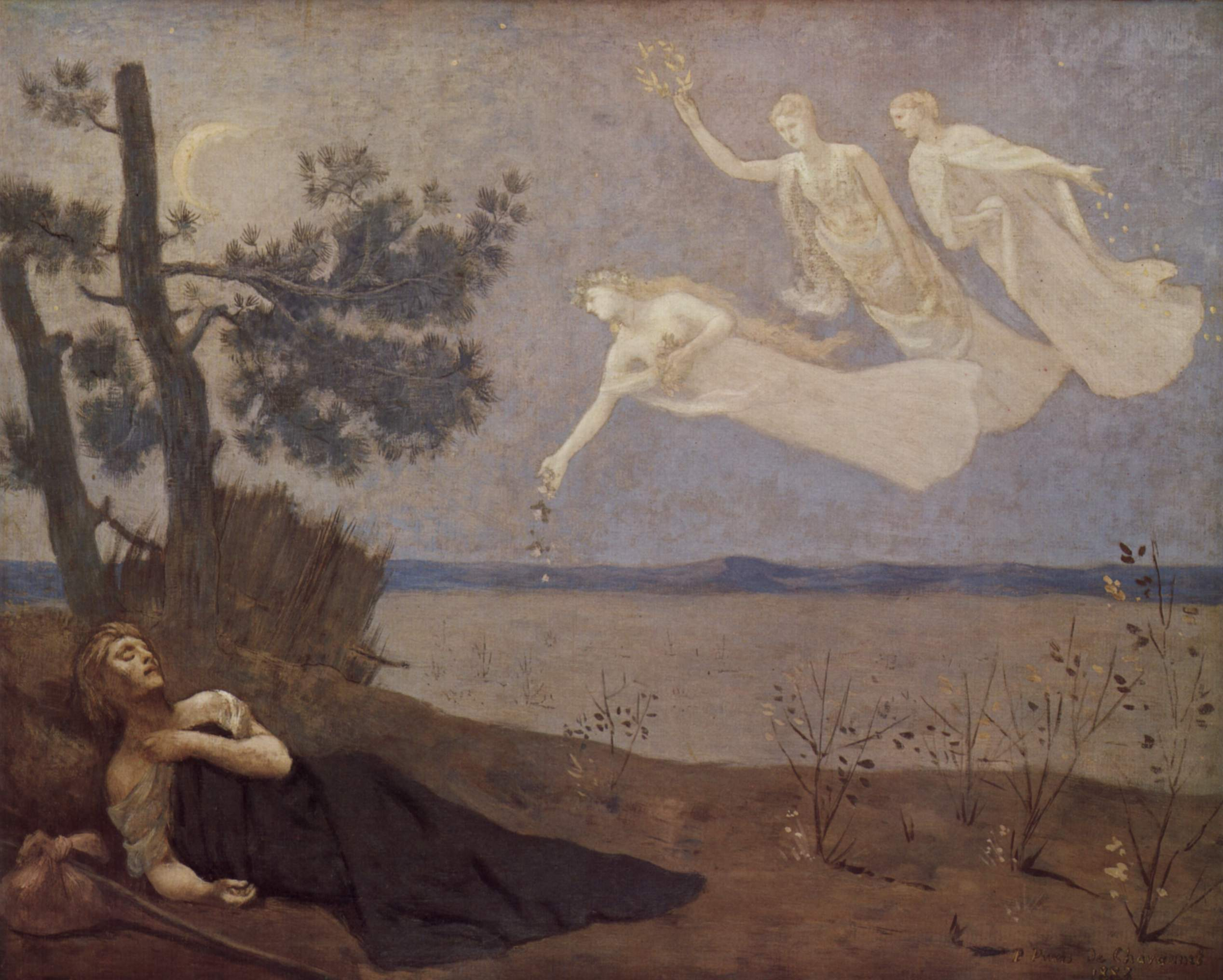
Drömmen, (1883) Louvren Paris.
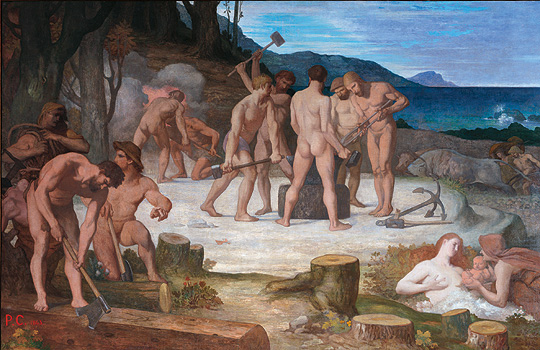
Arbetet, (1863).
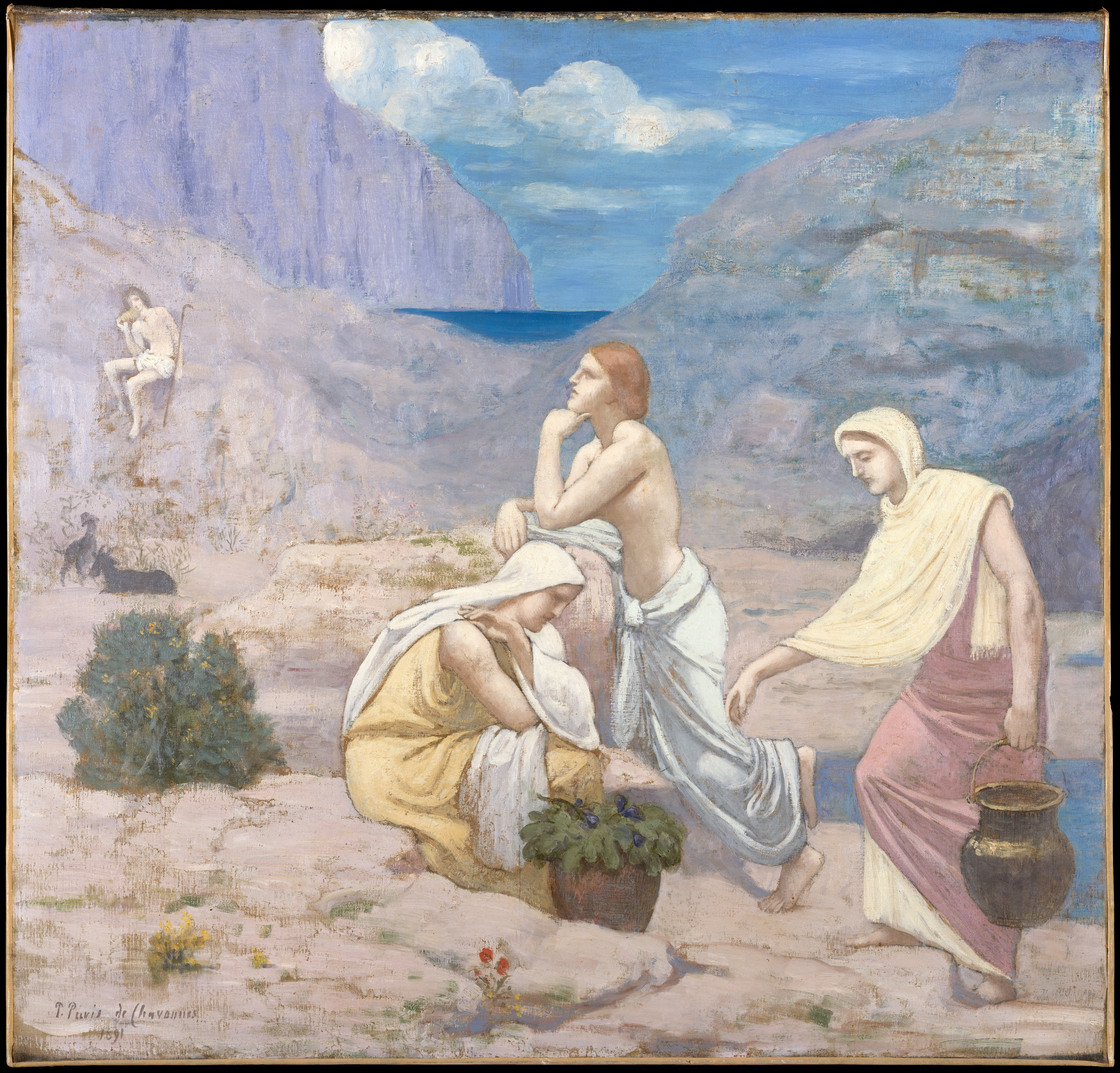
Herdens sång, (1891).